# Thomas Ramos
Thomas Ramos (* 23. Juli 1995 in Mazamet, Département Tarn) ist ein französischer Rugby-Union-Spieler. Er spielt auf der Position des Schlussmanns und des Verbindungshalbs für den Verein Stade Toulousain und die französische Nationalmannschaft. Zu seinen Erfolgen gehören drei Meistertitel und ein Europapokalsieg mit Stade Toulousain sowie ein Turniersieg mit Frankreich bei den Six Nations (mit einem Grand Slam).

## Biografie

### Vereinskarriere
Ramos wuchs in Mazamet und begann als Fünfjähriger beim örtlichen Verein SC Mazamet zu spielen. Zehn Jahre später zog er nach Toulouse, um das Gymnasium zu besuchen und zur Juniorenabteilung von Stade Toulousain zu wechseln. Im Alter von erst 18 Jahren spielte er am 22. Februar 2014 erstmals für Stade Toulousain in der Profiliga Top 14 und erzielte gegen Castres Olympique sogleich seinen ersten Versuch. Trotz dieses Erfolgs kam er daraufhin zu relativ wenigen Einsätzen, weshalb er für die Saison 2016/17 an den Zweitligisten Colomiers Rugby ausgeliehen wurde. Er setzte sich rasch durch und erzielte in 24 Spielen 345 Punkte, womit er Topskorer der Pro D2 war. Trotz mehrerer Anfragen des RC Toulon kehrte Ramos zu Beginn der Saison 2017/18 zu Stade Toulousain zurück und etablierte sich bald als Stammspieler. Nach einem guten Saisonstart verlängerte er im Oktober 2017 seinen Vertrag bis 2021.
Toulouse stieß ins Meisterschaftsfinale der Saison 2018/19 vor. Mit einer Erhöhung und vier Straftritten steuerte Ramos 14 Punkte zum 24:18-Sieg gegen die ASM Clermont Auvergne bei und führte damit seinen Verein zum 20. Meistertitel. Ebenfalls eine Schlüsselrolle spielte er in der Saison 2020/21. Stade Toulousain stand erneut im Meisterschaftsfinale und gewann dieses mit 18:8 gegen Stade Rochelais, nicht zuletzt dank 15 Punkten von Ramos (vier Straftritte und ein Dropgoal). Im European Rugby Champions Cup 2020/21 hatte er weniger Möglichkeiten, sich zu beweisen, vor allem wegen der vielen pandemiebedingt abgesagten Spiele und dann auch wegen einer Wadenverletzung, die ihn zu einer sechswöchigen Pause zwang. Er verpasste dadurch den Beginn der K.-o.-Phase, war aber rechtzeitig vor dem Finale wieder fit. Beim 22:17-Sieg gegen Stade Rochelais spielte er zehn Minuten, als er vorübergehend Maxime Médard ersetzte.
Obwohl er von der Konkurrenz heftig umworben wurde, entschloss sich Ramos im April 2022 dazu, seinen Vertrag bis 2027 zu verlängern. Stade Toulousain erreichte in der Saison 2022/23 erneut das Meisterschaftsfinale, stand wie zwei Jahre zuvor Stade Rochelais gegenüber. Beim knappen 29:26-Sieg erzielte Ramos mit zwei Erhöhungen und fünf Straftritten insgesamt 19 Punkte.

### Nationalmannschaft
2015 bestritt Ramos sieben Spiele für die U20-Nationalmannschaft und nahm unter anderem an der Juniorenweltmeisterschaft teil, an der das Team den vierten Platz belegte. Wegen großer Konkurrenz auf seiner Position ließ sein erstes Test Match für die französische Nationalmannschaft fast vier Jahre lang bis zum Six Nations 2019 auf sich warten. Bei der 8:44-Heimniederlage am 10. Februar 2019 gegen England wurde er zu Beginn der zweiten Halbzeit eingewechselt. Die ersten Punkte erzielte er zwei Wochen später mit je einer Erhöhung und einem Straftritt gegen Schottland. Am 30. August folgte sein erster Versuch in einem WM-Vorbereitungsspiel gegen Italien. Ramos gehörte daraufhin zum französischen Kader für die Weltmeisterschaft 2019, wo er in den Gruppenspielen gegen Argentinien und die USA zum Einsatz kam. Wegen einer Knöchelverstauchung verpasste er jedoch die übrigen Partien.
Beim Six Nations 2020 wurde Ramos in drei von fünf Spielen eingewechselt, ein Jahr später fehlte er im Kader. Er nahm am Six Nations 2022 wieder teil, das Frankreich mit einem Grand Slam für sich entschied, kam aber trotz dreier Einsätze als Einwechselspieler auf gesamthaft nur 19 Spielminuten. Während den End-of-year Internationals 2022 nutzte er die verletzungsbedingte Abwesenheit von Melvyn Jaminet und trug entscheidend zu den französischen Auswärtssiegen über Australien, Südafrika und Japan bei, wodurch er sich als Stammspieler etablieren konnte. Dementsprechend gehörte er beim Six Nations 2023 in allen fünf Spielen der Startformation an. Im Verlaufe des Turniers, das die Franzosen auf dem zweiten Platz beendeten, erzielte Ramos 84 Punkte und war damit der beste aller Skorer. Er übertraf auch den seit 2002 von Gérald Merceron gehaltenen Rekord für die meisten von einem Franzosen bei einer Ausgabe von Six Nations erzielten Punkte um vier Punkte.

## Erfolge
Stade Toulousain:
- Französischer Meister: 2019, 2021, 2023
- Sieger European Rugby Champions Cup: 2021

Frankreich:
- Sieger Six Nations: 2022
- Grand Slam: 2022